# Savannah Lee Smith
Savannah Lee Smith  (Los Ángeles, California, 27 de julio de 2000) es una actriz y cantante estadounidense de cine y televisión conocida por su papel de Monet De Haan en la serie Reboot de HBO Max “Gossip Girl”
- Datos: Q108292784